# M/S Trelleborg (1958)
M/S Trelleborg var en tågfärja byggd för trafik på linjen mellan Trelleborg och Sassnitz i Östtyskland.
Färjan byggdes 1958 i Helsingør och trafikerade fram till 1972 leden Trelleborg - Sassnitz, från 1966 som reservfärja. Mellan 1972 och 1975 gick färjan huvudsakligen mellan Stockholm och Nådendal, för att därefter åter bli reservfärja på Trelleborg–Sassnitz. 
1977 såldes färjan för trafik mellan Pireus–Lesvos–Chios samt Pireus–Dodekanisos och döptes om till Homerus, senare Nissos Kypros för trafik mellan Pireus–Patmos–Rodos–Limassol–Haifa–Limassol–Rodos–Tinos–Pireus. Ägaren till fartyget ville ursprungligen lägga upp fartyget i Limassol som museifartyg och var också på besök i Sverige och träffade Dan Drakenholt som är stor kännare av fartyget och dess historia. Förhandlingarna strandade 2003 och färjan, nu under namnet Veesham IX, höggs upp samma år i Indien.